# Anneau zêta
L'anneau zêta (dénomination temporaire 1986 U 2R) est un anneau planétaire qui se situe autour d'Uranus. Il est détecté pour la première fois en 1986 sur une photographie prise par la sonde Voyager 2. Le 18 décembre 2023, le télescope James Webb (télescope spatial) transmet une image d'Uranus avec la présence de l'anneau, comme le précise le site de la Nasa.
S'il existe, l'anneau zêta orbite à environ 38 000 km du centre d'Uranus (soit 1,49 fois le rayon de la planète), ce qui en fait l'anneau le plus interne du système uranien, nettement plus proche de la planète que l'anneau 6. Il s'agirait d'un anneau diffus, s'étendant sur une très grande largeur (2 500 km de large), là où les autres anneaux d'Uranus sont très fins.